# UNA (aplicativo)
UNA é um aplicativo de mensagens da Dígitro e lançado em 9 de junho de 2020, criado para competir com aplicativos estrangeiros, como o WhatsApp. O aplicativo é pago e focado em aplicações empresariais.
Em 2021, o aplicativo foi considerado um Produto Estratégico de Defesa (PED) pelo governo federal.

## Funções
O UNA unfica uma série de formas de comunicação, como chat, voz, vídeo e e-mails, e é capaz de se conectar com outros programas de telefonia, podendo contactar pessoas que não possuam o aplicativo, além de de transcrever vídeochamadas. O programa também foi pensado para ser mais seguro que os concorrentes. Ele foi programado dentro dos parâmetros da legislação brasileira, como a Lei Geral de Proteção de Dados (LGPD). Além disso, suas mensagens são criptografadas e armazenadas nos servidores da Dígitro.
Já o UNAPPT é uma versão do aplicativo feita exclusivamente para as forças policiais do Brasil, que contém um botão de emergência caso seja necessário chamar reforços.

## Ligações Externas
- UNA na Play Store
- UNA na App Store